# Phasenverteilung
Die Phasenverteilung ist eine Wahrscheinlichkeitsverteilung, die sich durch Faltung bzw. Mischung von Exponentialverteilungen ergibt.

## Definition
Gegeben sei ein  Markov-Prozess mit {\displaystyle m+1\geq 2} Zuständen, wobei die Zustände {\displaystyle 1,\ldots ,m} transient seien und der Zustand 0 absorbierend. Jeder transiente Zustand des Markov-Prozesses wird als Phase interpretiert.
Die stetige Phasenverteilung ist dann die Verteilung der Zeit bis zum Eintritt des Prozesses in den absorbierenden Zustand.
Die diskrete Phasenverteilung wird analog definiert, aber mittels einer Markov-Kette.

## Spezialfälle
- Exponentialverteilung: eine Phase.
- Erlang-Verteilung: zwei oder mehr identische Phasen in einer festen Reihenfolge.